# Le Tigre noir du karaté
Le Tigre noir du karaté (When Taekwondo Strikes) est un film hongkongais et sud-coréen réalisé par Huang Feng, sorti en 1973. Il s'agit du seul film dans lequel ait joué Jhoon Rhee, un des maîtres ayant popularisé le taekwondo aux États-Unis.

## Synopsis
Dans une province occidentale de l’État japonais, les forces de l’ordre affrontent un groupe de rebelles adeptes des arts martiaux qui sèment le chaos.

## Fiche technique
- Titre français : Le Tigre noir du karaté
- Titre anglais : When Taekwondo Strikes
- Titre original : Tai quan zhen jiu zhou
- Réalisation : Huang Feng
- Scénario : Chu Yu
- Producteur : Raymond Chow
- Chorégraphie : Chu Yuan Lung (Sammo Hung), Chen Chuan
- Pays d'origine :  Hong Kong,  Corée du Sud
- Format : couleurs
- Genre : karaté
- Date de sortie : 1973

## Distribution
- Angela Mao : une rebelle
- en:Jhoon Rhee : un rebelle
- en:Carter Wong : un rebelle
- en:Kenji Kazama : un justicier, chef des forces de l’ordre
- Sammo Hung : un membre des forces de l’ordre
- Yuen Biao : un membre des forces de l’ordre
- Anne Winton : une Occidentale manipulée par les rebelles
- en:Andre Morgan : un Occidental manipulé par les rebelles
- Tsang Choh-lam : un serveur